# 米迪亞暴龍
米迪亞暴龍（英語：dmedia T-REX）为一支前中華職棒球隊，前名為「诚泰COBRAS」。2007年12月31日之後，誠泰COBRAS的經營單位誠宇育樂行銷股份有限公司宣布终止營業。2008年2月4日，赛亞科技股份有限公司正式接手，並以其關係企業米迪亞系统科技股份有限公司為球隊冠名為米迪亞，2月14日宣布以暴龍為吉祥物。赛亞科技成為台湾第一個同時擁有籃球隊（米迪亞精靈超级篮球联赛球隊）與棒球隊的企業。

## 球團法人沿革
- 2003年：那魯灣股份有限公司
- 2003年-2007年：誠宇育樂行銷股份有限公司
- 2008年：賽亞數位科技股份有限公司

## 歷史

### 誠泰太陽
2003年中華聯盟與台灣大聯盟合併，台灣大聯盟的臺中金剛隊與嘉南勇士隊合併為金剛隊，再由臺北太陽隊與高屏雷公隊合成的太陽隊交換隊名。由於初期無企業贊助，故以經營台灣大聯盟的那魯灣股份有限公司冠名為那魯灣太陽隊；至3月14日接受誠泰銀行贊助後改名為誠泰太陽隊。12月12日，誠泰銀行買下球隊正式取得經營權，改名為誠泰COBRAS隊。

### 誠泰COBRAS
誠泰COBRAS隊的母企業為誠泰銀行。2003年12月12日，誠泰銀行另行成立「誠宇育樂行銷股份有限公司」。2004年1月，改名為「誠泰COBRAS」。2月20日，隊徽、球衣、識別系統全面更新。

#### 發展過程
改名為誠泰COBRAS隊之後，除了延續過去太陽隊的班底外，還聘請到前日本職棒西武獅隊名將郭泰源擔任總教練，前讀賣巨人隊、味全龍隊、高屏雷公隊好手呂明賜擔任打擊教練，以及吳復連、孫昭立、呂文生、李安熙等前職棒名將（大多為曾轉檯至台灣大聯盟的選手）擔任教練團成員；並完成三芝棒球練習場的整建。另外，過去因為加入台灣大聯盟而產生兵役問題，補服兵役的左投林英傑，也重新進入誠泰COBRAS隊，成為不可或缺的投手戰力。只是就整體而言，打擊與守備戰力都還有不少漏洞，因此2004年戰績先盛後衰，仍未見太大起色。
2005年，遭統一獅隊解約的老將羅敏卿、吳昭輝以及柯建鋒加入誠泰COBRAS隊，加上季中奧運國手林恩宇（投手）的加入；以及青棒時代成名，同樣補服兵役後重新進入誠泰COBRAS隊的投手許竹見恢復投球威力，兩人與林英傑共同形成「本土三巨投」（也有人稱為「三本柱」）。並且搭配以左打者謝佳賢加上兩名洋砲馬力歐與威拉斯所組成的「下馬威」中心打線，也發揮了令人耳目一新的攻擊效果。在隊型趨於完整的情形下，戰績居於前茅，並且奪得上半季冠軍。可惜的是，馬力歐在9月暴斃猝死，作為同鄉的威拉斯大受打擊而離台，使得打擊火力受到重大衝擊；加上下半季季末主力投手傷病，造成戰力吃緊，最終與總冠軍失之交臂。
2005年球季結束後，郭泰源、呂明賜兩名教練辭職離隊；主力投手林英傑轉赴日本職棒東北樂天金鷹隊發展，強棒羅敏卿重回統一獅，隊型大受影響。雖然隨後有曾入選中華成棒培訓隊國手的投打新秀張賢智、陳家鴻、高瑋以及遭統一獅隊解約的老將王傳家先後加盟，可惜仍無法延續往日雄風，2006年球季以第四名收場。

#### 轉賣失敗
誠泰COBRAS隊母企業誠泰銀行於2005年4月間併入新光金控，由於球隊的轉售價碼問題，新光金控並未接手經營球隊。2006年球季當中，誠泰COBRAS隊仍由前誠泰銀行董事長林誠一以及當時仍兼任領隊的長子林致光出資維持，球季結束後出售球隊。2007年初，球隊轉售給九禾國際開發有限公司，改以龍為吉祥物，隊名暫稱為「九禾龍」，識別色彩改為深藍色搭配紅色。
不過，由於不明原因，九禾公司在領隊會議中，遭到中華職棒另外五支球隊中，以兄弟象集團為首的四位球團老闆以「並非著名大型或中型企業」為由，反對九禾加入職棒經營行列，並加以否決。2007年3月5日，林致光宣布九禾接手一事破局，球隊將由他繼續出錢經營，並恢復原本的隊名與球衣。

#### 二次轉賣
2007年年底，誠泰COBRAS經營單位誠宇育樂行銷公司終止營業。自2008年1月1日起，雖然中華職棒仍然承認誠泰COBRAS，但實質上已經沒有此球團存在，因此有些球員或媒體稱此球團為「誠泰」或某隊。雖然當時已確定將有企業接手經營，但因為其餘球團的部分負責人出國關係未簽署加盟公約而遭到延宕；直到2月4日中華職棒方證實將由賽亞科技接手，並將以關係企業米迪亞系統科技冠名，吉祥物可能改為暴龍或精靈。2月14日，新球隊名稱正式宣布為「米迪亞暴龍」。

### 米迪亞暴龍
2008年2月4日，賽亞科技宣佈接手誠泰COBRAS，冠名米迪亞，2月14日宣佈吉祥物暴龍，結束長達1年多的轉賣問題。
2008年10月，米迪亞暴龍爆發高層涉入職棒簽賭事件，被稱為黑米事件。2008年10月8日清晨，板橋地檢署檢察官王正皓指揮調查人員兵分22路，搜索米迪亞系統科技總部、米迪亞暴龍球員宿舍、天道盟濟公會成員林秉文住處、米迪亞系統科技執行長施建新（事件後更名為施允澤）住處等地，查扣可疑帳冊與電腦主機，並帶回施建新、米迪亞系統科技總經理郭玄彬、投手教練貝力、捕手陳克帆、外野手陳元甲、領隊曾建銘、前領隊張宏暉、首席教練李安熙、投捕教練吳昭輝、球團發言人郭德志、球團幹部與會計等人。
2008年10月9日，米迪亞暴龍遭中華職棒停權，該球季剩餘的2場季賽也被取消。2008年10月23日，中華職棒聯盟宣佈將米迪亞暴龍除名，未來即便球隊轉賣也不得再加入中華職棒。

## 歷年戰績

### 誠泰太陽
| 年度 | 總教練 | 名次 | 出賽 | 勝 | 敗 | 和 | 勝率  | 勝差 |
| ---- | ------ | ---- | ---- | -- | -- | -- | ----- | ---- |
| 2003 | 趙士強 | 5    | 100  | 30 | 64 | 6  | 0.319 | 33.0 |

### 誠泰COBRAS
| 年度   | 總教練 | 名次 | 出賽 | 勝  | 敗  | 和 | 勝率  | 勝差 | 備註                         |
| ------ | ------ | ---- | ---- | --- | --- | -- | ----- | ---- | ---------------------------- |
| 2004年 | 郭泰源 | 5    | 100  | 43  | 54  | 3  | 0.443 | 12.5 |                              |
| 2005年 | 郭泰源 | 2    | 101  | 50  | 43  | 8  | 0.538 | 2.0  | 上半季與興農加賽一場取得冠軍 |
| 2006年 | 吳復連 | 4    | 100  | 48  | 50  | 2  | 0.490 | 15.0 |                              |
| 2007年 | 吳復連 | 5    | 100  | 44  | 55  | 1  | 0.444 | 14.0 | 上半季冠軍                   |
|        |        |      | 401  | 185 | 202 | 14 | 0.478 |      |                              |

### 米迪亞暴龍
| 年度   | 总教练 | 名次 | 出赛 | 胜 | 败 | 和 | 胜率 | 胜差 | 备注                               |
| ------ | ------ | ---- | ---- | -- | -- | -- | ---- | ---- | ---------------------------------- |
| 2008年 | 合计   | 5    | 98   | 37 | 60 | 1  | .381 | 28.5 | 因球队涉及职棒签赌案，仅督军至98场 |
|        | 刘家齐 |      | 28   | 11 | 16 | 1  | .407 |      | 因调度不佳而被遭撤换               |
|        | 林琨玮 |      | 49   | 18 | 31 | 0  | .367 |      | 因战绩不佳降为投手教练             |
|        | 李安熙 |      | 5    | 4  | 1  | 0  | .800 |      | 临时代理总教练                     |
|        | 蔡荣宗 |      | 16   | 4  | 12 | 0  | .250 |      | 最后一任总教练                     |

## 特殊紀錄
- 中華職棒史上最快10勝與單月不敗紀錄：2005年下半季第一戰（7月1日）以5：5與兄弟象隊打成和局，之後10連勝；整個7月都未嘗敗績。
- 中華職棒史上首次季冠軍加賽：由於誠泰COBRAS隊2005年上半季戰績與興農牛隊並列第一，因此兩隊於7月21日在嘉義市立棒球場進行加賽，以決定上半季冠軍。最後誠泰COBRAS隊以4：0擊敗興農牛隊（詳見2005年中華職棒例行賽上半季封王戰條目。）